# Ipuiuna
Ipuiuna is een gemeente in de Braziliaanse deelstaat Minas Gerais. De gemeente telt 9.549 inwoners (schatting 2009).

## Aangrenzende gemeenten
De gemeente grenst aan Borda da Mata, Campestre, Congonhal, Espírito Santo do Dourado, Ouro Fino, Poço Fundo, Santa Rita de Caldas en Senador José Bento.

## Verkeer en vervoer
De plaats ligt aan de weg BR-459.